# Pehotno bojno vozilo
Pehotno bojno vozilo (PBV) je vrsta oklepnega bojnega vozila, katerega namen je pripeljati pehoto do bojišča in jo podpreti v boju.
Zaradi zelo podobnih lastnosti z oklepnimi transporterji pehote jih lahko predstavimo skupaj:
- OT in PBV druge svetovne vojne
- Sodobna OT in PBV